# 吴仁彪
吴仁彪（1966年—），汉族，中华人民共和国政治人物、第十一届全国政协委员。
担任天津市东丽区政协副主席、中国民航大学副校长。2008年，当选第十一届全国政协委员，代表中华全国青年联合会，分入第十六组。2018年1月，当选第十三届全国政协委员。